# Melitaea apenninigena
Melitaea apenninigena är en fjärilsart som beskrevs av Ruggero Verity 1919. Melitaea apenninigena ingår i släktet Melitaea och familjen praktfjärilar. Inga underarter finns listade i Catalogue of Life.